# Метралиндол
Метралиндол, также известный как инказан — оригинальный антидепрессант. Является обратимым ингибитором моноаминоксидазы типа А и, частично, МАО типа Б.

## Общая информация
По химической структуре и фармакологическим свойствам сходен с пирлиндолом (пиразидолом). Подобно пиразидолу, является обратимым ингибитором МАО типа А, активирует норадренергические и серотонинергические процессы в ЦНС. Частично ингибирует МАО типа Б. Проявляет антагонизм к действию резерпина, усиливает эффект фенамина, L-дофа, 5-гидрокситриптофана. В отличие от пиразидола усиливает центральные эффекты фенилэтиламина. Тормозит обратный нейрональный захват моноаминов. Холинолитического действия не оказывает.
Психотропная активность метралиндола включает тимоаналептическое действие в сочетании со стимулирующим компонентом.
Применяют метралиндол при депрессиях различного генеза (шизофрения, маниакально-депрессивный психоз, циклотимия, сосудистые заболевания головного мозга и др.) с преобладанием гипо и анергических расстройств. Наиболее показан при вялоапатических, адинамических депрессиях с заторможенностью, а также неглубоких депрессиях с неврозоподобной и маловыраженной ипохондрической симптомпикой.
Больным алкоголизмом препарат назначают при астенических и адинамических субдепрессивных состояниях в период ремиссии (вне периода острого абстинентного синдрома).
Применяют метралиндол внутрь и парентерально-внутривенно (капельно и струйно) или внутримышечно.
Внутрь принимают в виде таблеток, начиная с 25—50 мг 2 раза в сутки (утром и днем) и постепенно повышая дозу в течение нескольких дней до 250—300 мг в сутки. Последний приём препарата для исключения нарушения сна должен быть не позднее 17 ч.
При струйном внутривенном введении метралиндола его суточные дозы составляют 50—150 мг (вводить медленно в течение 1—2 мин). Курс лечения обычно длится 5—15 сут.
Внутримышечно метралиндол вводят 1—2 раза в сутки (в первую половину дня) в дозах от 25 до 150—200 мг в течение 1—3 нед, а затем назначают внутрь. С целью повышения эффективности лечения целесообразно одновременное внутримышечное введение и приём внутрь.
При необходимости сочетают применение метралиндола с транквилизаторами и нейролептиками (при шизофрении) или с другими антидепрессантами и транквилизаторами (при глубоких, затяжных, резистентных эндогенных депрессиях, а также при инволюционной меланхолии).
Метралиндол обычно хорошо переносится. Отсутствие холинолитического действия позволяет применять препарат у больных (при глаукоме, гипертрофии предстательной железы и др.), которым противопоказаны антидепрессанты, обладающие холинолитической активностью (амитриптилин и др.). В отдельных случаях в первые дни приёма инказана могут наблюдаться сухость во рту, тошнота, колебания АД, брадикардия. Эти явления обычно проходят при уменьшении дозы.
В связи со стимулирующим действием метралиндол противопоказан при ажитированных депрессиях и других состояниях, сопровождающихся возбуждением. Не следует назначать препарат при острых заболеваниях печени и почек, в период острой алкогольной абстиненции.
Не рекомендуется назначать метралиндол одновременно с другими ингибиторами МАО и в течение первых 14 дней после их отмены.

## Противопоказания
При затянувшихся и резистентных к терапии депрессиях, а также при затруднении глотания таблеток или противопоказании к приёму внутрь (болезни желудочно-кишечного тракта) метралиндол можно вводить внутривенно капельно (40—60 капель в минуту) или струйно в виде 1,25% раствора инказана для инъекций. Для капельного введения суточную дозу метралиндола растворяют в 250—500 мл изотонического раствора натрия хлорида или 5% раствора глюкозы. Лечение начинают с 50 мг, затем постепенно увеличивают дозу до 200—250 мг. В зависимости от состояния больного, эффективности и переносимости препарата внутривенное введение метралиндола продолжают 5—15 сут.

## Физические свойства
Белый или белый со слегка кремоватым оттенком кристаллический порошок. Растворим в воде, трудно растворим в этиловом спирте.